# Hafellia demutans
Hafellia demutans är en lavart som först beskrevs av Stirt., och fick sitt nu gällande namn av Pusswald. Hafellia demutans ingår i släktet Hafellia och familjen Physciaceae.   Inga underarter finns listade i Catalogue of Life.